# Тролейбус Мендоси
Тролейбус Мендоси (ісп. Trolebuses de Mendoza) — тролейбусна мережа аргентинського міста Мендоса, що діяла у 1958-2021 роках.

## Історія
Перший тролейбус на вулицях Мендоси з'явився у 1913 році коли англійська компанія побудувала демонстраційну лінію завдовжки близько 3 км яку обслуговував 1 тролейбус. Але далі демонстраційної лінії діло не пішло і система була ліквідована орієнтовно у 1915 році
Відкриття першої сучасної тролейбусної лінії в Мендосі відбулося у лютому 1958 року, за планами тодішньої міської влади тролейбус повинен був стати основним громадським транспортом міста. У наступні декілька років було відкрито ще 2 маршрути, після чого до кінця 1980-х років, система фактично не змінювалась. У 1989 році був відкритий четвертий маршрут. Піку розвитку система досягла у середині 2000-х коли в місті діяло одразу 6 маршрутів, але невдовзі ситуація різко погіршилася. Через ремонт вулиць та інші будівельні проєкти, рух на маршрутах постійно переривався. Ускладнювало ситуацію використання застарілого рухомого складу, який потребував постійного ремонту, все це погіршувало фінансове становище компанії перевізника. У 2016 році компанія Empresa Provincial de Transportes de Mendoza збанкрутіла, але рух на частині маршрутів зберігався ще деякий час. У травні 2017 року було закрито останній маршрут, що діяв на той час. Міська влада в ті часи розмірковувала над повною ліквідацією мережі з демонтажем всієї тролейбусної інфраструктури, але врешті решт було вирішено відновити 1 маршрут. Перезапуск системи відбувся у січні 2019 року коли в місті відновив роботу історично перший тролейбусний маршрут Мендоси який став маршрутом № 130. У лютому 2021 року тролейбуси на останньому маршруті у Мендосі були замінені на електричні автобуси, відтак тролейбусна мережа припинила своє функціонування.

## Маршрути
Станом на початок 2021 рокі в місті діє лише 1 кільцевий односторонній маршрут що проходить центральними проспектами та вулицями Мендоси.
- Маршрут 130 — вул. Булонь-Сюр-Мер → вул. Колумба → вул. 9 липня → вул. Арістідіс Вільяноева.

## Рухомий склад
На балансі єдиного в місті тролейбусного депо знаходиться 12 тролейбусів аргентинського виробництва побудованих компанією Materfer у 2013—2015 роках. З 12 одиниць лише 8 знаходяться на ходу, інші 4 стали донорами запчастин. 13 тролейбус одразу надійшов до міста в неробочому стані.

### Історичний рухомий склад
В системі практично весь час переважали вживані тролейбуси придбані в інших містах світу. Спочатку рух відкривали вживані тролейбуси Mercedes-Benz німецького виробництва, що до того курсували вулицями Буенос-Айреса. Всього було придбано 25 одиниць, але всі вони були списані до кінця 1963 року. Їм на зміну прийшли тролейбуси Toshiba японського виробництва, які використовувалися до кінця 1980-х. У 1984 році в обмін на аргентинське вино, Радянський Союз поставив 17 нових тролейбусів ЗіУ-682, але їх не вистачало для повноцінної заміни всіх старих тролейбусів Toshiba.
У 1988 році компанія перевізник вирішила придбати 78 вживаних тролейбусів з німецького міста Золінген, 58 з яких вдалося пустити на маршрути а решта стала донорами запчастин. Частина з золінгенських тролейбусів проїздила вулицями Мендоси аж до травня 2010 року. У 2011 році один з золінгенських тролейбусів був викуплений німецькою компанією в якості експонату для музею транспорту, у 2014 році тролейбус повернувся з еміграції на батьківщину в Золінген.
У 2008 році компанія перевізник домовилася з Ванкуверським тролейбусним управлінням про придбання 80 вживаних тролейбусів New Flyer E901A/E902 побудованих на початку 1980-х років. Вже до лютого 2009 року всі 80 одиниць прибули з Ванкувера до Мендоси, і вже з квітня поступово почали виходити на маршрути, але невдовзі почалися проблеми. Вже з 2011 року велика частина ванкуверських тролейбусів постійно перебувала в ремонті. Це сталося через вік машин, яким вже було понад 30 років, і через те що вони тривалий час експлуатувалися в сирому кліматі Ванкувера. Ситуацію з ремонтом погіршувала втрата, під час транспортування з Канади, більшості технологічної документації на тролейбуси. У 2012 році нарешті було замовлено 13 нових тролейбусів побудованих в Аргентині, але замінити всі тролейбуси на нові не дозволяло фінансове становище компанії, яка значні кошти витрачала на підтримку в робочому стані хоча б частини канадських тролейбусів. До 2016 року, поряд з машинами Materfer, справними залишилось лише 11 ванкуверських тролейбусів. Невдовзі компанія перевізник Empresa Provincial de Transportes de Mendoza збанкрутіла.
Після рішення зберегти в місті 1 маршрут, нова компанія перевізник Sociedad de Transporte de Mendoza заявила що його будуть обслуговувати лише тролейбуси Materfer. Всі тролейбуси New Flyer у 2018 році здали на металобрухт, крім одного, що залишили в якості музейного експонату.

### Електробус
У 2019 році компанія перевізник придбала 18 електробусів китайського виробництва.

## Галерея

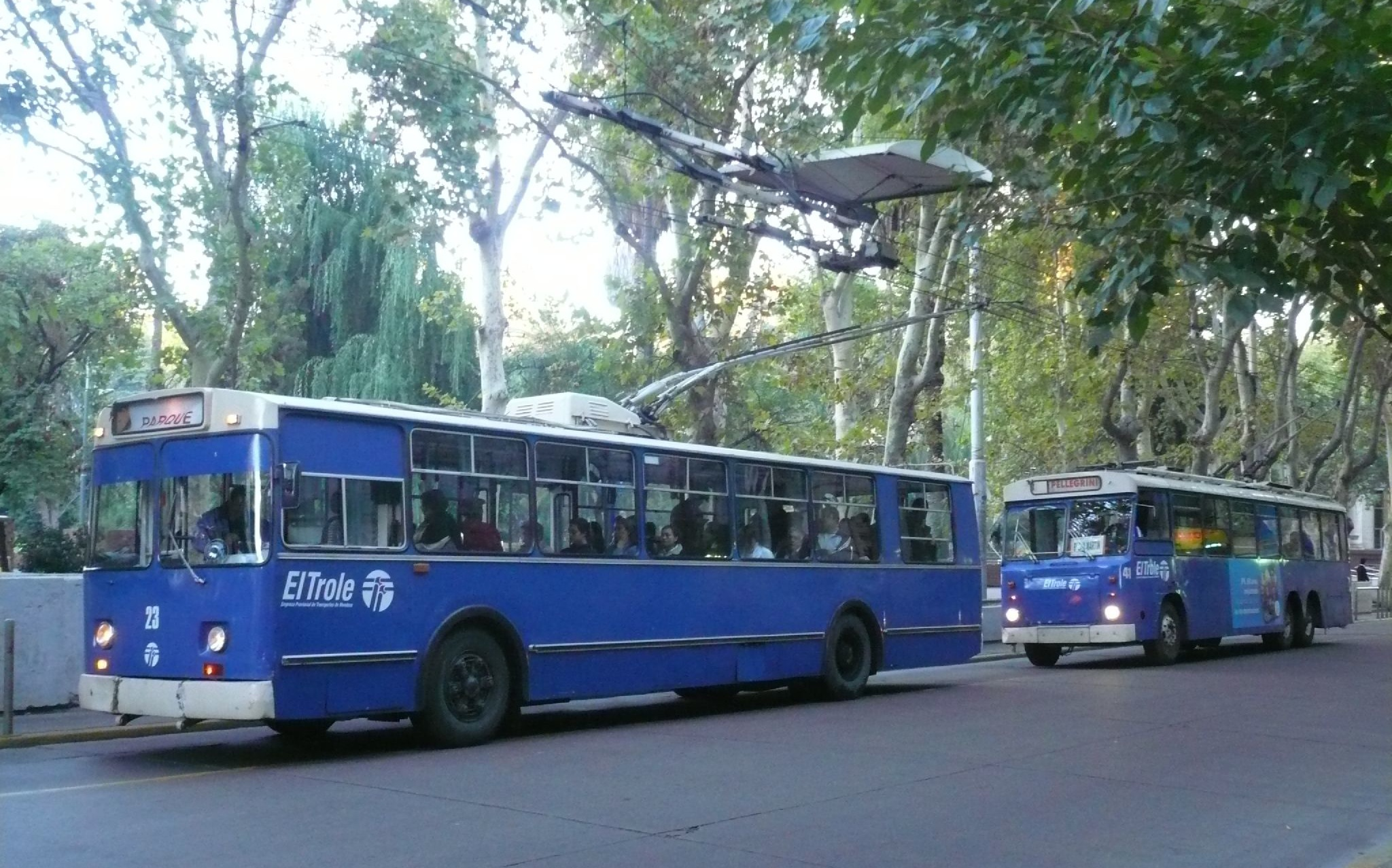
Тролейбус ЗіУ-682 та вживаний тролейбус придбаний в місті Золінген (2008 рік)
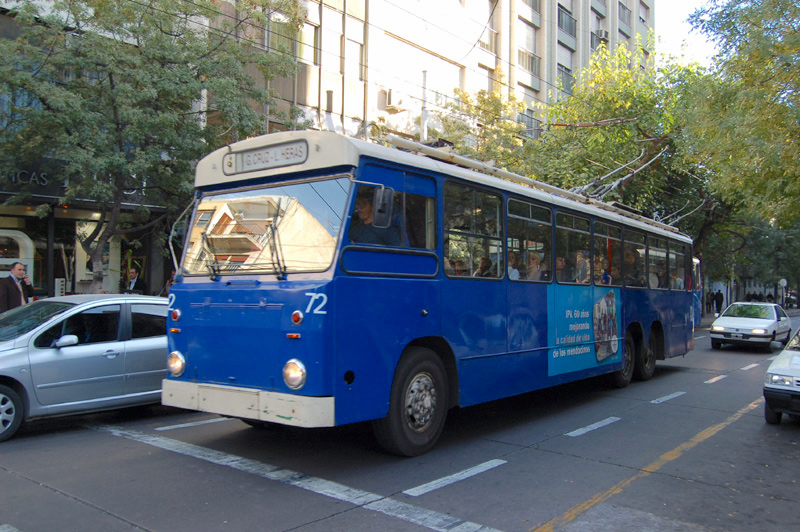
Вживаний тролейбус з Золінгена (2009 рік)
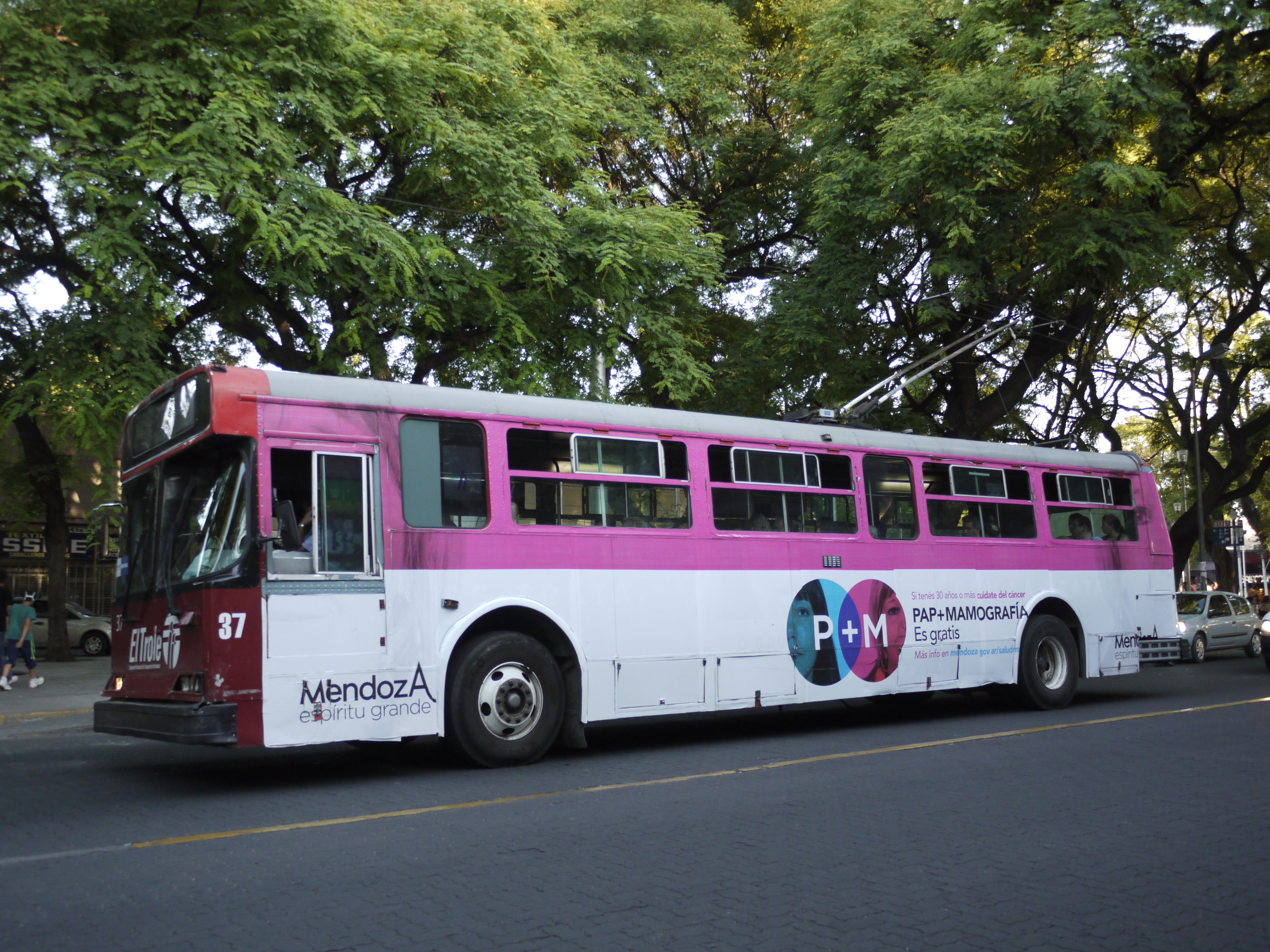
Вживаний тролейбус з Ванкувера (2015 рік)